# Готичне письмо
Готи́чні шрифти́ (італ. gotico — готський) — рукописні шрифти, що виникли у Франції та Німеччині в середині ХІ століття. Сімейство почерків латинського письма епохи середньовіччя. З появою друку — набірні.

Готичні шрифти

Готичне письмо виникло у XI столітті, прийшовши на зміну каролінзькому унціальному листу. З початку друкарства з'явилися набірні готичні шрифти — знаменита Біблія Гутенберга була набрана варіантом текстури. В Італії перші друковані книги з готичним шрифтом з'явилися у 1473 році (це були твори Х. де Торквемади і Р. Караччіоло).
Саму назву (від «варварського» народу готський, насправді не має жодного стосунку до цього шрифту) запропонували у XV столітті діячами італійського Відродження, що вважали такі шрифти «варварськими» і протиставляли їх давньоримській писемності. У романських і східноєвропейських країнах антиква прийнялась відразу, однак у німецьких народів (а також у народів, що перебували під культурним домінуванням останніх — фінів, естонців, латишів і т. д.) як «варварський шрифт» з тих же причин стала застосовуватися фрактура (різновид готичного письма), при цьому вона чітко протиставлялася антикві як відмінна система писемності і ніколи не вживалася для письма мовами, де вона не використовувалася (наприклад, німецько-латинські, німецько-французькі чи німецько-чеські тексти (словники, білінгви або глоси) писалися фрактурою для німецької та антиквою для латинської, французької або чеської). Надалі відмову від фрактури було пов'язано (частково) з революціями — голландці відмовилися від фрактури під час нідерландської революції, англійці і шотландці під час англійської революції, шведи під час «ери свобод» у середині XVIII століття, в Норвегії та Данії фрактура до кінця XIX століття, в Німеччині до середини XX століття, хоча антиква активно використовувалася з кінця XIX століття.
З XVI століття готичне письмо поступово заступалося шрифтами на основі антикви, близькими до сучасних; найдовше (до 1918 року і почасти до 1945 року) готичний шрифт зберігався в Німеччині і в Латвії (латиська мова офіційно була переведена з готичного шрифту на антикву в 1926 році, а німецькі видання в Латвії та Естонії продовжували друкуватися готичним шрифтом і після цього). Широко вживався в Німеччині перед XX століттям. У Німеччині вживалися майже до середини XX століття. Зараз готичні шрифти використовуються в декоративних цілях, а також для деяких математичних позначень.
Загальний вигляд готичних символів визначається використанням приборів для писання гусячими перами, обрізаними по діагоналі. Друкарська кромка в більшості випадків розташовується під кутом 45 ° до базової лінії рядка.
Букви розташовані дуже щільно і ширина штрихів близька до ширини міжштрихових проміжків — це пояснюється необхідністю економії дорогого пергаменту (звідси англійська назва готичного письма — Blackletter). Широко використовуються лігатури і скорочення.
Вирізняються особливим способом написання латинських літер. Існує багато варіантів, проте основні характерні особливості — це незграбна й подовжена форма, широкі штамби, сильна контрастність. Такі якості (видовженість та «ламаність») в часи виникнення забезпечували економію місця при письмі на пергаменті, що тоді був доволі дорогим.
Не слід плутати готичне письмо з готським письмом, а також із шрифтами без зарубок (такими як Century Gothic), які також інколи називають готичними.
Основні різновиди готичного письма:
1. Текстура (нім. Textur, лат. Textualis) — гостре письмо;
2. Фрактура (нім. Fraktur) — гостре письмо з ламаними обрисами;
3. Швабахер (нім. Schwabacher), або бастарда — ламане письмо із заокругленими контурами деяких букв;
4. Ротунда або круглоготичне (італ. Rotunda, нім. Rundgotisch) — перехідний вид письма від готичного до антикви.
5. Куррент (готичний курсив). З початку XX століття як стандартний готичний курсив прийнятий «шрифт Зюттерліна».